# مرد آهنی ۲ (موسیقی)
«مرد آهنی ۲» آلبومی از هنرمند اهل ایالات متحده آمریکا جان دبنی است که در ۲۰ ژوئیه ۲۰۱۰ منتشر شد. این آلبوم موسیقی فیلمی به همین نام است.